# Limba siciliană

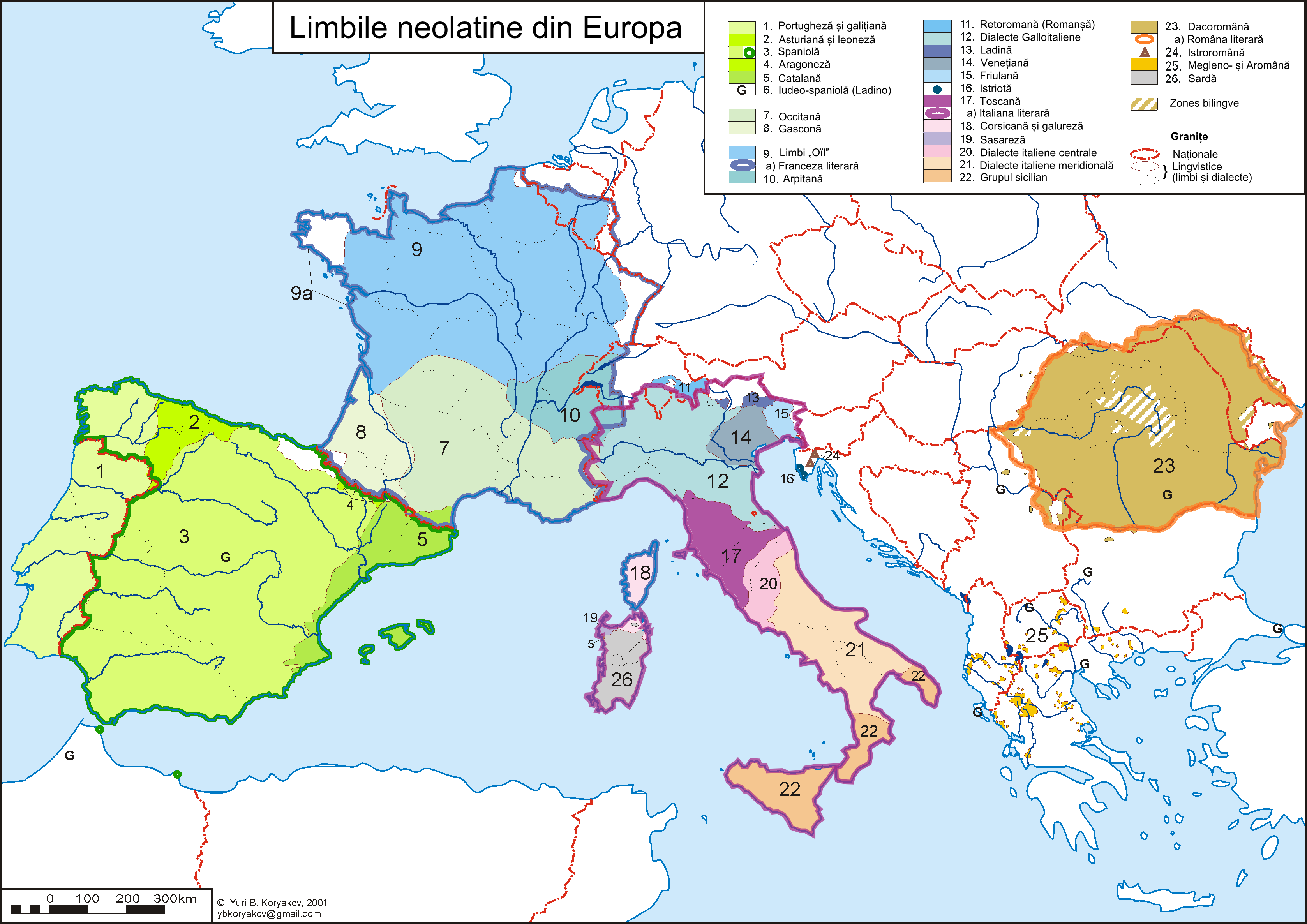
Limbile romanice

Limba siciliană este o limbă romanică vorbită în regiunea italiană Sicilia precum și în Malta, Calabria, Statele Unite ale Americii și Canada.

## Introducere
Considerată limbă de către autonomiștii sicilieni, însă în mediile științifice considerată dialect aparținând graiului centro-meridional, subgrupul meridional extrem, este vorbită la nivel familiar în sudul Italiei (Mezzogiorno).
De interes special sunt și graiurile siciliene din insulele Eoli, Egadi, Ustica, Pantelleria. Mult influențat de cultura galormană și de italiana literară.
Subdialecte:
- sicilian occidental: Palermo, Trapani, Marsala, Agrigento
- sicilian central: dialect galo-sicilian
- sicilian sud-oriental: Sicilia sud-estică, provincia Ragusa
- sicilian oriental: Catania, Siracusa
- siciliana messineză: Messina
- sicilian insulară: Eolie etc.

Are multe puncte comune și cu limba română studiate intens de lingviști (ex: intiniriri = a întineri, revelată clar de academicianul Alexandru Rosetti)
Un loc important îl are și argoul răufăcătorilor palermitani, numit U Baccagghiu (studiat de Oana Sălișteanu-Cristea si Cătălin Huică). Denumirea sa provine cel mai probabil din franceză (baclage desemnând încuietoarea de la ușă eufemism pentru codificarea verbală).
U Baccagghiu are niște forme lexicale surprinzătoare și de o finețe caracteristică meridionalismului:
- Attufari - a trage cu arma - sparare
- Attufatu - înarmat - armato
- Crucifissu - mic pumnal în formă de cruce
- Iranza - durere
- Luttu - pâine
- Minula - femeie amantă

## Descriere și specificități
1. 1 2  Language